# Parallel Thread Execution
Parallel Thread Execution (PTX oder NVPTX) ist eine Befehlssatzarchitektur und virtuelle Maschine für die Ausführung von parallelen Threads, die in der CUDA-Programmierung von Nvidia verwendet wird. Der NVCC-Kompilierer übersetzt Code, der in CUDA, einer C++-ähnlichen Sprache, geschrieben wurde, in PTX-Anweisungen (eine Maschinensprache dargestellt als ASCII-Text). Der Grafiktreiber enthält einen Kompilierer, der die PTX-Anweisungen in den ausführbaren Binärcode übersetzt, der auf den Prozessorkernen der Nvidia-GPUs ausgeführt werden kann. Die GNU-Compiler-Kollektion verfügt auch über grundlegende Fähigkeiten zur PTX-Erzeugung im Zusammenhang mit OpenMP. Inline-PTX-Assembly kann in CUDA verwendet werden.

## Register
PTX verwendet einen beliebig großen Registersatz; die Ausgabe des Compilers erfolgt fast ausschließlich in Form von Einzelzuweisungen, wobei sich aufeinanderfolgende Zeilen im Allgemeinen auf aufeinanderfolgende Register beziehen. Programme beginnen mit Deklarationen der Form
```
.reg
 
.u32
 
%r
<
335
>
;            // deklariere 335 Register %r0, %r1, ..., %r334 vom Typ vorzeichenlosem 32-Bit Integer

```

Es handelt sich um eine Assemblersprache mit drei Argumenten. Fast alle Befehle geben ausdrücklich den Datentyp (in Form von Vorzeichen und Breite) an, mit dem sie arbeiten. Registernamen wird ein %-Zeichen vorangestellt und Konstanten sind Literale z. B.:
```
shr.u64
 
%rd14
,
 
%rd12
,
 
32
;     // schiebe einen vorzeichenlosen 64-Bit Integer aus %rd12 nach rechts um 32 Positionen, Ergebnis in %rd14

cvt.u64.u32
 
%rd142
,
 
%r112
;    // konvertiere einen vorzeichenlosen 32-Bit Integer zu 64-Bit

```

Es gibt Prädikatsregister, aber kompilierter Code im Shader-Modell 1.0 verwendet diese nur in Verbindung mit Verzweigungsbefehlen; die bedingte Verzweigung ist
```
@%
p14
 
bra
 
$label
;             // gehe zu $label

```

Die Anweisung setp.cc.type setzt ein Prädikatsregister auf das Ergebnis des Vergleichs zweier Register des entsprechenden Typs. Es gibt auch eine Anweisung set, wobei set.le.u32.u64 %r101, %rd12, %rd28 das 32-Bit-Register %r101 zu 0xffffffff setzt, wenn das 64-Bit-Register %rd12 kleiner oder gleich dem 64-Bit-Register %rd28 ist. Andernfalls wird %r101 zu 0x00000000 gesetzt.
Es gibt ein paar vordefinierte Bezeichner, die Pseudoregister bezeichnen. Unter anderem enthalten %tid, %ntid, %ctaid, und %nctaid Thread-Indizes, Block-Dimensionen, Block-Indizes und Grid-Dimensionen.

## Zustandsbereiche
Die Befehle Laden (ld) und Speichern (st) beziehen sich auf einen von mehreren verschiedenen Zustandsbereichen, z. B. ld.param.
Es gibt acht Zustandsbereiche:
- .reg : Register
- .sreg : spezielle, plattformspezifische Register
- .const : geteilter, nur lesender Speicher
- .global : globaler Speicher von allen Threads
- .local : thread-lokaler Speicher
- .param : Parameter, die an der Kernel übergeben werden
- .shared : gemeinsamer Speicher von Threads im selben Block
- .tex : globaler Texturspeicher (veraltet)

Geteilter Speicher wird in der PTX-Datei wie folgt deklariert:
```
.shared
 
.align
 
8
 
.b8
 
pbatch_cache
[
15744
]
; // definiere 15.744 Bytes, ausgerichtet an 8-Byte-Grenzen

```

Das Schreiben von Kerneln in PTX erfordert die explizite Registrierung von PTX-Modulen über die CUDA-Treiber-API, was in der Regel umständlicher ist als die Verwendung der CUDA-Runtime-API und des CUDA-Compilers nvcc von Nvidia. Das GPU Ocelot-Projekt bot eine API zur Registrierung von PTX-Modulen neben CUDA-Runtime-API-Kernelaufrufen, allerdings wird GPU Ocelot nicht mehr aktiv weiterentwickelt.